# Tour de França de 1949
L'edició del Tour de França 1949 ve marcada per la superioritat que demostren Fausto Coppi i Gino Bartali sobre la resta dels rivals.
Fausto Coppi arriba als Pirineus amb 30 minuts perduts sobre el cap de la general, però llavors comença a demostrar tot el seu potencial. Guanya les dues contrarellotges i als Alps acaba per imposar-se a la resta de rivals, guanyant a París amb quasi 11 minuts d'avantatge sobre Bartali. Amb aquest triomf esdevé el primer ciclista a guanyar Giro i Tour el mateix any.
Aquesta edició serà molt internacional, ja que la cursa passarà per 5 països, entre ells Espanya, que per primera vegada rep una etapa.
S'estableixen bonificacions pels ciclistes que coronen els ports de muntanya: 1' i 30" pels ports de primera categoria; 40" i 20" pels de segona categoria i 20" pels colls de tercera categoria.

## Resultats

### Classificació general
| Classificació General                 | Classificació General | Classificació General | Classificació General |
| ------------------------------------- | --------------------- | --------------------- | --------------------- |
| 1                                     | Fausto Coppi          | Itàlia                | 149h40'49"            |
| 2                                     | Gino Bartali          | Itàlia                | à 10'55"              |
| 3                                     | Jacques Marinelli     | França                | à 25'13"              |
| 4                                     | Jean Robic            | França                | à 34'28"              |
| 5                                     | Marcel Dupont         | Bèlgica               | à 38'59"              |
| 6                                     | Fiorenzo Magni        | Itàlia                | à 42'10"              |
| 7                                     | Stan Ockers           | Bèlgica               | à 44'35"              |
| 8                                     | Jean Goldschmit       | Luxemburg             | à 47'24"              |
| 9                                     | Apo Lazaridès         | França                | à 52'28"              |
| 10                                    | Pierre Cogan          | França                | à 1h08'55"            |
| 120 participats, 55 acabaren la cursa |                       |                       |                       |

### Gran Premi de la Muntanya
| 1r | Fausto Coppi | 81 pts |
| 2n | Gino Bartali | 68 pts |
| 3r | Jean Robic   | 63 pts |

### Classificació per equips
| 1r | Itàlia    | 450h 35' 23" |
| 2n | Oest-Nord | +2h 10' 21"  |
| 3r | Luxemburg | +2h 18' 16"  |

### Etapes
| Etapa | Recorregut                        | km        | Guanyador           | Líder             |
| 1a    | París - Reims                     | 182       | Marcel Dussault     | Marcel Dussault   |
| 2a    | Reims - Brussel·les               | 273       | Roger Lambrecht     | Roger Lambrecht   |
| 3a    | Brussel·les - Boulogne-sur-Mer    | 211       | Norbert Callens     | Norbert Callens   |
| 4a    | Boulogne-sur-Mer - Rouen          | 185       | Lucien Teisseire    | Jacques Marinelli |
| 5a    | Rouen - Saint-Malo                | 293       | Ferdi Kübler        | Jacques Marinelli |
| 6a    | Saint-Malo - Les Sables d'Olonne  | 305       | Adolphe Deledda     | Jacques Marinelli |
| 7a    | Les Sables d'Olonne - La Rochelle | 92 (CRI)  | Fausto Coppi        | Jacques Marinelli |
| 8a    | La Rochelle - Bordeus             | 262       | Guy Lapébie         | Jacques Marinelli |
| 9a    | Bordeus - Donostia                | 228       | Louis Caput         | Jacques Marinelli |
| 10a   | Donostia - Pau                    | 192       | Fiorenzo Magni      | Fiorenzo Magni    |
| 11a   | Pau - Luchon                      | 193       | Jean Robic          | Fiorenzo Magni    |
| 12a   | Luchon - Tolosa                   | 134       | Rik Van Steenbergen | Fiorenzo Magni    |
| 13a   | Tolosa - Nimes                    | 289       | Emile Idée          | Fiorenzo Magni    |
| 14a   | Nimes - Marsella                  | 199       | Jean Goldschmit     | Fiorenzo Magni    |
| 15a   | Marsella - Canes                  | 215       | Désiré Keteleer     | Fiorenzo Magni    |
| 16a   | Canes - Briançon                  | 275       | Gino Bartali        | Gino Bartali      |
| 17a   | Briançon - Aosta                  | 257       | Fausto Coppi        | Fausto Coppi      |
| 18a   | Aosta - Lausana                   | 265       | Vincenzo Rossello   | Fausto Coppi      |
| 19a   | Lausana - Colmar                  | 283       | Raphaël Géminiani   | Fausto Coppi      |
| 20a   | Colmar - Nancy                    | 137 (CRI) | Fausto Coppi        | Fausto Coppi      |
| 21a   | Nancy - París                     | 340       | Rik Van Steenbergen | Fausto Coppi      |